# Svetlana Sretenović
Svetlana Sretenović je srpska glumica, dugogodišnji dramski pedagog  i voditelj dramskih radionica.

## Biografija
Rođena je u Beogradu, diplomirala je glumu 1997. godine na Akademiji Umetnosti u Novom Sadu u klasi profesora Branka Pleše. Trenutno je na postdiplomskim studijama - odsek filmologija. Tokom studentskih dana i na početku svoje karijere sarađivala je sa dečijom redakcijom RTS-a, gde je vodila i pripremala tokom tri godine tri emisije za decu i to „Uzletište”, „Prva nota, prvo slovo”, „Pazi, sveže obojeno”(1997—2000). U tom periodu sarađivala je i sa redakcijom za kulturu, u emisijama „Naslovi”, „Bestseler” i „Metropolis”(1997—2001).
Od 2000. godine počela je sa radom u više dečijih pozorišta i trenutno igra u četiri predstave za decu „Ušećerena Pepeljuga”, „Crvenkapa i Vukašin”, „Čarobni kolač”, „Dve novogodišnje jelke”.
Bavi se i dramskom pedagogijom i to kao voditelj dramskih radionica za decu i mlade i preko organizacije „Prijatelji dece Beograda” gde je angažovana kao predsednica ili član žirija na takmičenjima recitatora, kao i na dva najvažnija festivala za decu i mlade u Beogradu u „Pozorišne igre dece i mladih Beograda” i „Kratke dramske forme-Memorijal Dragoslav Simić”.
Od januara 1997. godine je u statusu samostalnog dramskog umetnika.  Dugogodišnji je član žirija Pozorišnih igara dece Beograda,
Malih Dramskih Formi i recitatorskih takmičenja.
Živi i radi u Beogradu, majka je dve devojčice i dečaka.

## Filmografija
| God.       | Naziv                                                                                            | Uloga                   |
| ---------- | ------------------------------------------------------------------------------------------------ | ----------------------- |
| 1990.-te   |                                                                                                  |                         |
| 1995.      | Podzemlje                                                                                        | Novinarka               |
| 1996.      | Crna mačka beli mačor                                                                            | Medicinska sestra       |
| 1996.      | Srećni ljudi (TV serija)                                                                         | Studentkinja Kristina   |
| 1996.      | Pazi sveže obojeno (TV serija)                                                                   |                         |
| 1997.      | Gore-dole (TV serija)                                                                            | Boškova sekretarica     |
| 1997-2001. | „Naslovi”, „Bestseler”, „Metropolis” (TV emisije RTS)                                            | narator, glumac         |
| 1997-2000. | „Uzletište”, „Prva nota-prvo slovo”, „Novogodisnja bajka”, „Pazi sveže obojeno” (TV emisije RTS) | narator, glumac         |
| 1997.      | Laža i Paralaža (TV film)                                                                        | Animir dama             |
| 1997.      | Lajanje na zvezde                                                                                | Doktorka                |
| 1998.      | Džandrljivi muž (TV film)                                                                        | Ćerka Leposava          |
| 2000.-te   |                                                                                                  |                         |
| 2005.      | Jelena (TV serija)                                                                               | Izbeglica Lela          |
| 2010.-te   |                                                                                                  |                         |
| 2008.      | Zaustavi vreme (TV serija)                                                                       | Novinarka               |
| 2012.      | Klip                                                                                             | Ivanina mama            |
| 2015.      | Urgentni centar I (TV serija)                                                                    | Gospođa Dragić          |
| 2017.      | Saga o 3 nevina muškarca                                                                         | Majina mama             |
| 2017.      | Sinđelići (TV serija)                                                                            | Jovanka Rogić           |
| 2017.      | Urgentni centar II (TV serija)                                                                   | Mama                    |
| 2018.      | Infiltration (TV serija)                                                                         | Forenzičarka            |
| 2018.      | Delirijum tremens (TV serija)                                                                    | Medicinska sestra       |
| 2019.      | O životu i smrti (TV film)                                                                       | Doktorka                |
| 2019.      | Bonton (školska redakcija RTS, TV serija)                                                        | Katarina Božić          |
| 2019.      | Urgentni centar III (TV serija)                                                                  | Sanja Dedić             |
| 2020.-te   |                                                                                                  |                         |
| 2020.      | Zlatni dani (TV serija)                                                                          | Mušterija Seka          |
| 2020.      | Tri muškarca i tetka (TV serija)                                                                 | Julija Petrović         |
| 2021.      | Feliks (TV serija)                                                                               | Ljubica Tomić           |
| 2021.      | Dinastija (TV serija)                                                                            | novinarka gospođa Rodić |
| 2021.      | Bez muke ima nauke (školska redakcija RTS, TV serija)                                            | Tetka Dara              |
| 2022.      | Zaprati me (TV serija)                                                                           | Katarina Božić          |
| 2022.      | Odluka                                                                                           | Jelena                  |
| 2023.      | Urgentni centar III (TV serija)                                                                  | Ana Pražić              |
| 2023.      | Nemirni (TV serija)                                                                              | Glavna sestra Vera      |
| 2024.      | I bez muke ima nauke (TV serija školski program)                                                 | Dara                    |

## Pozorišne uloge (izbor)
- „Odiseja”, „Vašar taštine”, „Iza božijih leđa”, „Priča sa zapadne strane”, „Ujkin san”, SNP Novi Sad, sezone 1994-1997.
- „Maštarije”, režija Olja Samurović, uloga Saška, 2004.
- „Stanojlo i njegove žene”, uloga Treća žena, „Anđeo sa verande”, uloga Anđela, Kult teatar, 2005.
- „Zli Čarobnjak protiv vilenjaka”, S. Tasic, Vestica, poz. predstava, pozorište Bakine Priče, 2006.
- „Mali zmaj i zmajčica”, uloga Princeza Opreza, Teatar 78, 2007.
- „Pepeljuga”, uloga Zla sestra, „Pipi duga čarapa”, uloga Pipi duga čarapa, „Snežna kraljica”, uloga Snežna kraljica, pozorište Nedođija sezone 2007-2009.
- „Velika novogodišnja zavrzlama”, Snežna kraljica, poz. predstava, Teatar 78, 2009.
- „Ušećerena Pepeljuga”, uloga Profiterola-maćeha, Teatar 78, 2011.
- „Ušećerena Pepeljuga i Deda Mraz sa šlagom”, uloga Profiterola, Teatar 78, 2012.
- „Crvenkapa i Vukašin”, uloga Mara, Teatar 78, 2013.
- „Priča bez početka i kraja”, uloga Glumica, poz. predstava, 2013.
- „Ko sam ja?”, uloga Ona, Centar za kulturu Rakovica, 2015.
- „Dositejeve basne”, uloga Miš Steva, poz. predstava, Ars Longa, 2015.
- “Ružičasto slonče i Lija”, uloga Kuma Lija, poz. predstava, Ars Longa,
- „Dve novogodišnje Jelke”, uloga Stara NG jelka, poz. predstava, Happy theatre, 2016.
- „Čarobni kolac”, uloge Lavinija i Pralina, poz. predstava, Happy theatre, 2016.
- „Peđolinov novogodišnji šou”, pozorišna predstava za decu, uloga Devojčica, 2018.
- „Peđolino, Ceca i deca”, pozorišna predstava za decu, uloga Ceca, 2019.
- „Sunce i Luna”, uloga Sunce, „Knez od Belog luka”, uloga Princeza, „Baka Zima”, uloge Princeza i Baka Zima, pozorišne predstave za decu, Trupa Šareni Suncokreti, sezone 2018, 2019 i 2020.[5]
- „Pismo nepoznate žene”, monodrama, uloga Nepoznata žena, Pozorište „Branko Krsmanović”, 2019.[6]
- „Cvrčak i mrav”, pozorišna predstava, uloga Cvrčak, 2020.[7]
- „Vesele devojke”, uloga Kaća, mjuzikl, Prizor, 2021.[8]
- „Zečicina zavrzlama”, „Mačka u čizmama i zli čarobnjak”, uloge Zečica, Mačka, Udruženje Ceca i deca, 2022—2023.[9]
- „Devojčica iz šume”, uloga Sojka, SKC Obrenovac, 2024.
- „Zajednički stan”, uloga Zlata, Pozorište Slavija, 2024.[10]
- „Коncert „Maše i Mede”, uloga Maša, Prizor, 2024.

## Nagrade i priznanja
- 2021. 19. Internacionalni pozorišni festival „Akterot na Evropa” u Skoplju, Nagrada „Naum Manivilov Prespanski”, za ulogu u monodrami „Pismo nepoznate žene”.[11]

## Spoljašnje veze
- Svetlana Sretenović na sajtu  (jezik: engleski)